# Florent Mathey
Florent Mathey (* um 1980) ist ein neukaledonischer Badmintonspieler. 

## Karriere
Florent Mathey gewann 2003 und 2007 den Titel im Herrendoppel bei den Pazifikspielen. Bei den Fiji International und den Nouméa International konnte er sich ebenfalls mehrfach unter den ersten Drei platzieren.

## Sportliche Erfolge
| Saison | Veranstaltung       | Disziplin    | Platz | Name                                   |
| ------ | ------------------- | ------------ | ----- | -------------------------------------- |
| 2003   | South Pacific Games | Herrendoppel | 1     | Thommy Sargito / Florent Mathey        |
| 2007   | South Pacific Games | Herrendoppel | 1     | Marc Antoine Desaymoz / Florent Mathey |
| 2007   | South Pacific Games | Herreneinzel | 3     | Florent Mathey                         |